# Diplotaxis corrosa
Diplotaxis corrosa är en skalbaggsart som beskrevs av Bates 1888. Diplotaxis corrosa ingår i släktet Diplotaxis och familjen Melolonthidae. Inga underarter finns listade i Catalogue of Life.